# Sződy Szilárd (szobrász)
Sződy Szilárd (Nagykáta, 1878. április 27. – Budapest, Józsefváros, 1939. február 24.) magyar szobrász- és éremművész, Sződy Szilárd (1940–2021) színházi rendező, dramaturg nagyapja.

## Életpályája
Sződy János és Laukó Emília fia. Középiskolai tanulmányait Budapesten végezte. Az Országos Iparművészeti Iskolában tanult, ahol rajztanári oklevelet szerzett, majd Olaszországban és Németországban képezte magát. Az első világháború idején Przemysl várában teljesített szolgálatot főhadnagyként. 1915-ben orosz hadifogságba került és a Szibériában töltött 38 hónapos fogsága alatt 150 akvarellt, 100 érmet és plakettet készített. Ezekből a műveiből hazatérése után a Műcsarnokban rendeztek kiállítást.
1918-ban és 1919-ben a Nemzeti Szalonban voltak kiállításai. Számos hősi emléket, síremléket készített. 1921-től tanár volt Budapesten, az Állami Polgári Iskola Tanárképző Főiskoláján, majd 1927-től rajztanári szakfelügyelő. A Magyar Nemzeti Galéria több szobrát is őrzi. Halálát tüdőgyulladás okozta.

## Magánélete
Házastársa Müller József és Weinberger Nina lánya, Irma (1879–1962) volt, akivel 1902. november 16-án Budapesten, a Ferencvárosban kötött házasságot.

## Művei
- A Népszálló lépcsősora melletti két munkást ábrázoló dombormű, 1911
- Legismertebb munkája a Przemyśli 2-es tüzérezred hősi emlékműve (Budapest II. kerülete, a Margit híd budai hídfőjénél)
- Józef Piłsudski-emléktábla
- Charles Darwin, Puskás Tivadar (mérnök) és Puskás Ferenc (labdarúgóedző) emléktáblája Józsefvárosban
- A zuglói kocsiszín első világháborús halottainak két emléktáblája
- A Kerepesi temető több jelentős síremléke.

Érmei közül ismertek a Dante-, Madách- és Martinovics-érmek.

## Emlékezete
Az Új köztemetőben nyugszik (48/12-1-31/32).